# Pandanus foveolatus
Pandanus foveolatus är en enhjärtbladig växtart som beskrevs av Ryozo Kanehira. Pandanus foveolatus ingår i släktet Pandanus och familjen Pandanaceae. Inga underarter finns listade.